# كاترين موريس
كاترين موريس (بالإنجليزية: Catherine Morris)‏ هي متزلجة فنية بريطانية، ولدت في القرن العشرين.